# Ferulago setifolia
Ferulago setifolia là một loài thực vật có hoa trong họ Hoa tán. Loài này được K.Koch mô tả khoa học đầu tiên năm 1842.